# Profilaxis de Credé
La profilaxis de Credé es un procedimiento que consiste en lavar los ojos de un recién nacido con una solución de nitrato de plata al 2% para protegerlo contra la conjuntivitis neonatal causada por Neisseria gonorrhoeae, previniendo así la ceguera.
La profilaxis de Credé fue desarrollada por el médico alemán Carl Siegmund Franz Credé, quién empezó su implementación en su hospital en Leipzig en 1880. Entre 1881 y 1883, Credé publicó tres artículos en Archiv für Gynäkologie, cada uno de ellos titulado "Die Verhütung der Augenentzündung der Neugeborenen" (del alemán, "Prevención de la enfermedad inflamatoria ocular en el recién nacido"), describiendo su método y sus resultados. El procedimiento original requería una solución de nitrato de plata al 2% aplicada inmediatamente después del nacimiento, ya que Credé creía erróneamente que una solución al 1% sería ineficaz debido a un estudio previo de Hecker. Sin embargo, tras corregirse el estudio, Credé redujo la solución al 1% para reducir la irritación química en los ojos del recién nacido.
En la década de 1980 el nitrato de plata fue reemplazado por tratamientos con eritromicina y tetraciclina, mejor tolerados por el ojo y más efectivos contra Chlamydia trachomatis además de N. gonorrhea.
En 2001 la Organización Mundial de la Salud seleccionó la primera publicación de Credé sobre su profilaxis como "una contribución a la salud pública sin precedentes" y publicó una traducción al inglés junto a opiniones de expertos en el boletín de la OMS.